# Tabota
Tabota är ett arrondissement i kommunen Boukoumbé i Benin. Den hade 8 811 invånare år 2002.